# نظم القياس العرفية الإمبراطورية والأمريكية
كل من أنظمة القياس العرفية في الإمبراطورية البريطانية والولايات المتحدة مستمدة من الوحدات الإنجليزية (وحدات إنجليزية) السابقة المستخدمة في العصور الوسطى، والتي كانت نتيجة مزيج من الوحدات الأنجلو ساكسونية المحلية الموروثة من القبائل الجرمانية ووحدات القياس الرومانية القديمة التي جلبها ويليام الفاتح بعد غزو النورمان لإنجلترا عام 1066 م.

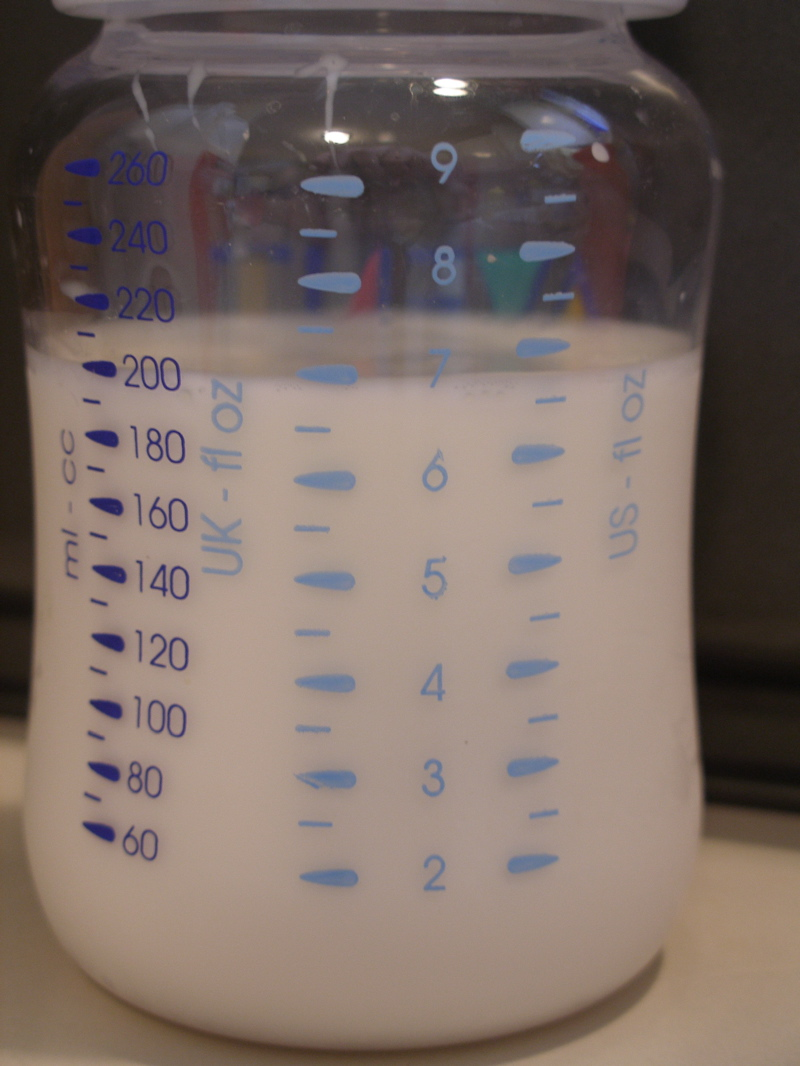
رضاعة أطفال بقياسات المترية والإمبراطورية والعرفية الأمريكية

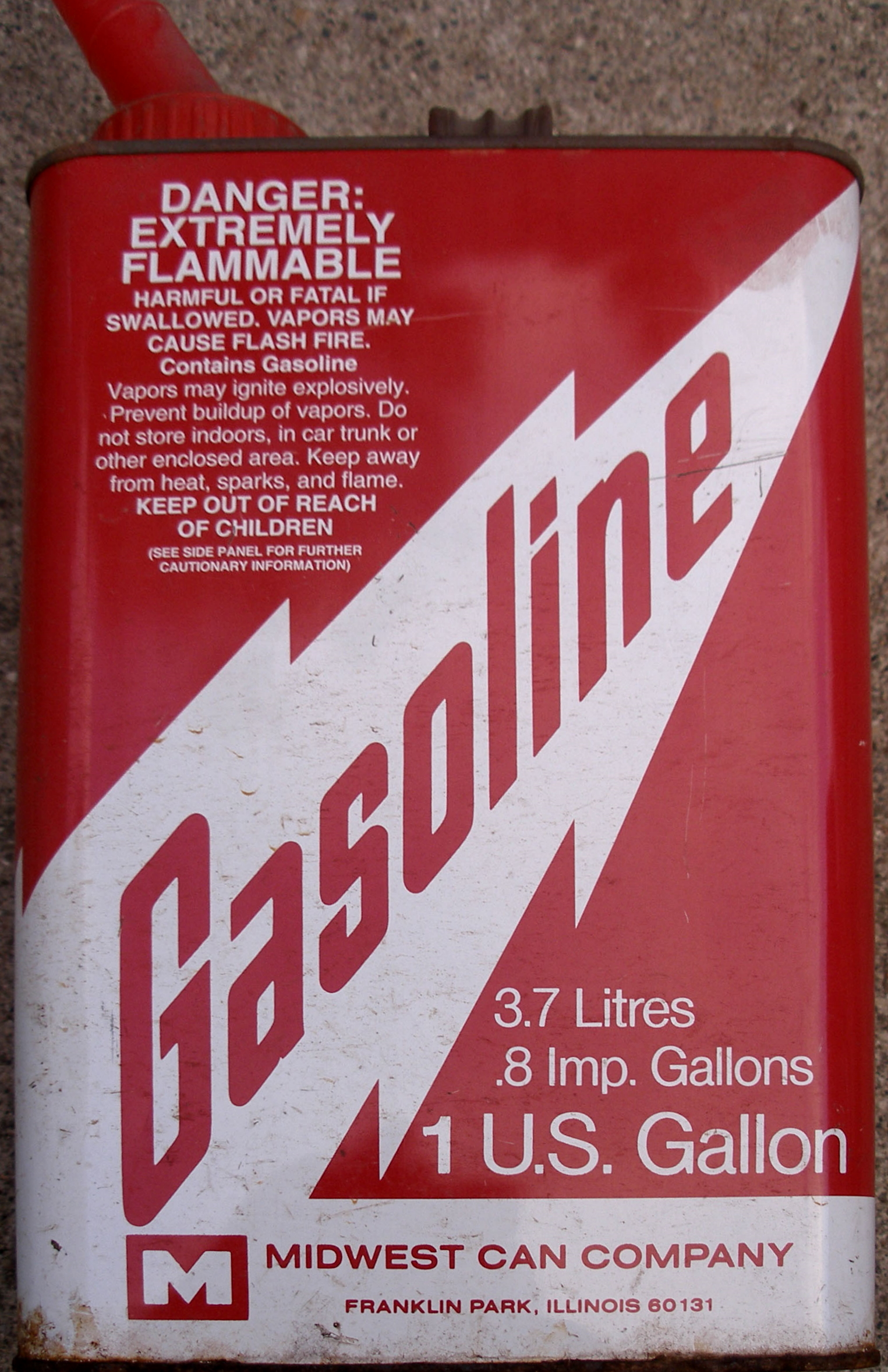
A يمكن شراء البنزين سعة غالون واحد من الولايات المتحدة بالقرب من الحدود الأمريكية الكندية التي تعرض ما يعادلها بالغالون الإمبراطوري واللترات

بوجود هذا التراث المشترك، فإن النظامين متشابهان تمامًا، لكن هناك اختلافات. يعتمد النظام المتعارف عليه في الولايات المتحدة على أنظمة اللغة الإنجليزية في القرن الثامن عشر، بينما تم تعريف النظام الإمبراطوري في عام 1824م.

## مقدار
يمكن قياس الحجم إما من حيث وحدات الطول المكعب أو بوحدات حجم محددة. وحدات الطول المكعب (البوصة مكعبة، والقدم المكعب، والميل مكعب، وما إلى ذلك)هي نفسها في النظامين الإمبراطوري والأمريكي المعتاد، ولكن مع وحدات الحجم المحددة (ال بوشل، والغالون، والأونصة سائلة)، وما إلى ذلك)، يحتوي النظام المتعارف عليه في الولايات المتحدة على مجموعة واحدة من وحدات السوائل ومجموعة أخرى للسلع الجافة. النظام الإمبراطوري لديه مجموعة واحدة فقط محددة بشكل مستقل ومنقسمة بشكل مختلف عن نظيراتها في الولايات المتحدة.
بحلول نهاية القرن الثامن عشر، تم استخدام أنظمة مختلفة لقياس الحجم في جميع أنحاء الإمبراطورية البريطانية. تم قياس النبيذ بوحدات على أساس جالون الملكة آن البالغ 231 بوصة مكعبة(3.785 لتر). تم قياس البيرة بوحدات على أساس جالون البيرة 282 بوصة مكعبة (4.621 لتر). تم قياس الحبوب بمقياس وينشستر بجالون يبلغ حوالي 268.8 بوصة مكعبة (ثمن بوشل وينشستر أو 4.405 لتر). في عام 1824 تم استبدالها بنظام واحد يعتمد على الجالون الإمبراطوري. تم تعريفه في الأصل على أنه حجم 10 أرطال (4.54 كجم) من الماء المقطر (في ظل ظروف معينة)، ثم أعيد تعريفه بواسطة قانون الأوزان والمقاييس 1985 إلى 4.54609 لترًا بالضبط (277.4 مترًا مكعبًا)، فإن حجم الجالون الإمبراطوري قريب من حجم الجالون القديم.
```
كان مقياس وينشستر قديمًا في الإمبراطورية البريطانية ولكنه ظل قيد الاستخدام في الولايات المتحدة. تم استبدال بوشل وينشستر بوشل إمبراطوري من 8 جالونات إمبراطورية. تم الحفاظ على التقسيمات الفرعية للبوشل. كما هو الحال مع المقاييس الجافة الأمريكية، يقسم النظام الإمبراطوري البوشل إلى 4 مكاييل أو 8 جالونات أو 32 ليترًا أو 64 مكاييلًا. وبالتالي فإن كل هذه الإجراءات الإمبراطورية أكبر بحوالي 3٪ من نظيراتها في الولايات المتحدة.
```

```
قياس السوائل ليس بهذه البساطة. اعتمد المستعمرون الأمريكيون نظامًا يعتمد على 231 بوصة مكعبة من جالون النبيذ لجميع الأغراض السائلة. أصبح هذا جالون السوائل الأمريكي. ينقسم جالون السوائل الإمبراطوري والأمريكي إلى 4 ليترات أو 8 مكاييل أو 32 خياشيم. [د] ومع ذلك، في حين أن الخيشوم الأمريكي مقسم إلى 4 أونصات سائلة أمريكية، يتم تقسيم الخيشوم الإمبراطوري إلى 5 أونصات سائلة إمبراطورية. لذلك في حين أن الجالون الإمبراطوري والربع والباينت والخياشيم أكبر بحوالي 20٪ من نظرائهم في قياس السوائل في الولايات المتحدة، فإن أوقية السوائل أصغر بنحو 4٪. لاحظ أن أوقية واحدة من الماء تحتوي على حجم تقريبي لسائل إمبراطوري واحد أونصة عند 62 درجة فهرنهايت (16.67 درجة مئوية) هذه العلاقة الملائمة بين أوقية السوائل والأونصة والأونصة غير موجودة في نظام الولايات المتحدة.
```

```
إحدى المقارنة الملحوظة بين النظام الإمبراطوري والنظام الأمريكي هي بين بعض زجاجات البيرة الكندية والأمريكية. يقوم العديد من مصانع البيرة الكندية بتعبئة البيرة في زجاجات سعة 12 أونصة سائلة إمبراطورية، والتي تبلغ 341 مل لكل زجاجة. يقوم مصنعو البيرة الأمريكيون بتعبئة البيرة الخاصة بهم في زجاجات سعة 12 أونصة سائلة، والتي تبلغ 355 مل لكل منها. ينتج عن ذلك تصنيف الزجاجات الكندية على أنها 11.5 أونصة سائلة في الوحدات الأمريكية عند استيرادها إلى الولايات المتحدة. نظرًا لأن زجاجات البيرة الكندية تسبق اعتماد نظام Metric في ذلك البلد، فإنها لا تزال تُباع وتُصنف في كندا على أنها 341 
مل
. تباع الجعة المعلبة في كندا وتوضع في علب 355 مل، وعند تصديرها إلى الولايات المتحدة يتم تصنيفها على أنها 12 أونصة سائلة.
```